# Megachile asahinai
Megachile asahinai är en biart som beskrevs av Keizo Yasumatsu 1955. Megachile asahinai ingår i släktet tapetserarbin, och familjen buksamlarbin. Inga underarter finns listade i Catalogue of Life.